# Verkanäset
Verkanäset är ett naturreservat i Askersunds kommun i Örebro län.
Området är naturskyddat sedan 2006 och är 5 hektar stort. Reservatet omfattar ett näs i nordöstra Vättern och består av tallskog och karga hällar med strandväxter.